# La Chapelle-sous-Dun
La Chapelle-sous-Dun település Franciaországban, Saône-et-Loire megyében. Lakosainak száma 432 fő (2022. január 1.). La Chapelle-sous-Dun La Clayette, Baudemont, Varennes-sous-Dun, Chassigny-sous-Dun és Saint-Laurent-en-Brionnais községekkel határos.

## Népesség
A település népességének változása:
| Lakosok száma | 401  | 430  | 450  | 448  | 443  | 437  | 432  | 433  | 432  |
|               | 2013 | 2015 | 2016 | 2017 | 2018 | 2019 | 2020 | 2021 | 2022 |